# Ivanna Vale
Ivanna Valle es una modelo y reina de belleza venezolana. Representó al estado Táchira en Miss Venezuela 2012 y ganó Miss Café Internacional, el Reinado Internacional del Cafetería 2013, en Manizales, Colombia, el 12 de enero de 2013.